# Rongsheng Petrochemical
Rongsheng Petrochemical («Жуншэн Петрокемикл») — китайская нефтехимическая компания. Входит в состав Zhejiang Rongsheng Holding Group (ей принадлежит 61,46 % акций компании). Штаб-квартира находится в городе Ханчжоу, административном центре провинции Чжэцзян. Основой деятельности является Чжэцзянский нефтехимический комплекс (Zhejiang Petroleum and Chemical Co., ZPC), построенный на острове Даюйшань в составе архипелага Чжоушань и способный перерабатывать 40 млн тонн нефти в год в нефтепродукты и нефтехимическое сырьё.
В списке крупнейших компаний мира Forbes Global 2000 за 2022 год компания заняла 642-е место, а её глава, Ли Шуйжун, занял 192-е место в списке самых богатых людей планеты.

## История
Ли Шуйжун основал текстильную фабрику Yinong Network Chemical Fiber Factory в 1989 году. В 1995 году на основе фабрики была создана компания Xiaoshan Rongsheng Textile Co., в 1998 году компания начала производство полиэфирного волокна (полиэстера). В 2005 году начала работу первая очередь проекта Ningbo PTA (производство терефталевой кислоты в Нинбо). В июне 2007 года компания была переименована в Rongsheng Petrochemical Co., а в ноябре 2010 года её акции были размещены на Шэньчжэньской фондовой бирже.
В 2015 году была создана дочерняя компания Zhejiang Petroleum and Chemical Co., начавшая строительство крупного нефтехимического комплекса на острове Даюйшань (у берегов Китая, между портами Шанхай и Нинбо). Первая очередь комплекса начала работу в конце 2019 года, а вторая — в конце 2020 года

## Деятельность
Основными продуктами компании являются терефталевая кислота (19 млн тонн в год) и пара-ксилол (10 млн тонн в год), а также бензин, керосин, дизельное топливо, полипропилен, полиэтилен, полиэстер, стирол и другие химикаты. Основное сырьё, нефть, импортируется, но большая часть продукции (82 %) реализуется на внутреннем рынке.

## Дочерние компании
- Zhejiang Petroleum and Chemical Co. (универсальный нефтехимический комплекс)
- Shengyuan Chemical Fiber (производство полиэстера)
- Zhongjin Petrochemical (хранение и торговля нефтехимической продукцией)
- Yisheng Investment (промышленные инвестиции)
- Yisheng Dahua (производство терефталевой кислоты)
- Yongsheng Technology (производство полиэстера)
- Zhejiang Yisheng (производство терефталевой кислоты)
- Hainan Yisheng (производство терефталевой кислоты)